# La Mojonera, San Luis Potosí
La Mojonera är en ort i Mexiko.   Den ligger i kommunen Tamasopo och delstaten San Luis Potosí, i den centrala delen av landet, 270 km norr om huvudstaden Mexico City. La Mojonera ligger 847 meter över havet och antalet invånare är 181.
Terrängen runt La Mojonera är lite bergig. Runt La Mojonera är det ganska glesbefolkat, med 21 invånare per kvadratkilometer. Närmaste större samhälle är Tamasopo, 5,5 km norr om La Mojonera. I omgivningarna runt La Mojonera växer huvudsakligen savannskog.